# 波士顿水手温暖港湾
波士顿水手温暖港湾（Sailors' Snug Harbor of Boston）创建于1852年，是一个水手的养老院。它类似于纽约斯塔滕岛上更大的水手温暖港湾。今天，它是一个非盈利性组织，为马萨诸塞州东部的渔业社区和老年人提供慈善活动。

## 历史
波士顿水手温暖港湾于1856年7月14日奠基。 该组织的第一位院长是慈善家罗伯特·贝内特·福布斯, 一位在华商人和作家。它作为老年海员的养老院经营多年，最初在昆西的德国城，后来在达克斯伯里（Duxbury），直到1971年关闭， 出售土地的收益用于资助慈善基金会 。1949 年，达克斯伯里的国家水手之家（National Sailors' Home），存在于1891 年至 1958 年，与波士顿水手温暖港湾合并。
该组织的早期记录现在存放在马萨诸塞历史学会。其中包括组织会议记录、财务记录、照片、艺术品、居民名单、墓地记录以及各种信件。